# Louis-Albert Schmidt
Louis-Albert Schmidt (Ay (Frankrijk), 1825 – Brussel, 1894) was een Belgisch kunstschilder, die genretaferelen, landschappen en stillevens schilderde.
Schmidt was een zoon van Belgische ouders. Over zijn artistieke opleiding is niets bekend.
Landschappen schilderde hij bij voorkeur in het Zoniënwoud en in Boendael, ook wel in de Kempen.
Hij nam in 1876 deel aan de eerste tentoonstelling van La Chrysalide in Brussel. In 1878 was er ook een deelname aan het Driejaarlijks Salon in Mechelen en in 1881 aan het Driejaarlijks Salon in Brussel met Moeras in de Kempen en Open plek in het Zoniënwoud.
- RKD-Nederlands Instituut voor Kunstgeschiedenis: 132723
- Union List of Artist Names: 500199797
- Virtual International Authority File: 96702421